# Tupi ancien
Le tupi ancien ou vieux tupi est une langue éteinte tupie parlée par les amérindiens Tupis, sur le territoire de l'actuel Brésil. De type tupi-guarani, elle fut écrite par les missionnaires portugais et espagnols à partir du XVIe siècle.